# Glimmlampe

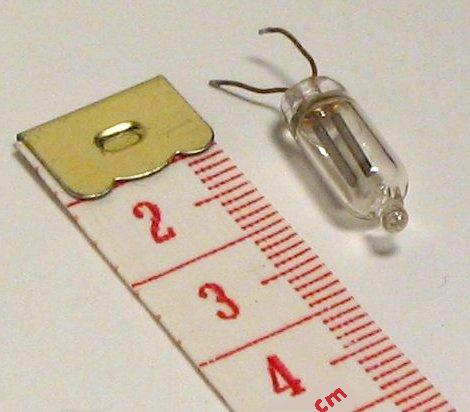
Glimmlampe in Bauform NE-2, wie sie als Signallampe verwendet wird.

Die Glimmlampe ist eine Gasentladungsröhre, die zur Erzeugung eines schwachen so genannten Glimmlichtes die Glimmentladung nutzt.
Der Glaskolben einer Glimmlampe ist mit einem Gas mit niedrigem Druck gefüllt. Üblicherweise wird das Edelgas Neon verwendet, das mit orange-roter Farbe leuchtet. In den Glaskolben sind zwei Elektroden eingelassen. Das Glimmlicht entsteht an der Kathode, bei Betrieb mit Wechselspannung leuchten abwechselnd beide Elektroden. Mit Neon gefüllte Glimmlampen sind in dieser Bauform Neonlampen. Glimmlampen mit anderen Gasen ermöglichen andere Farben. Im englischsprachigen Raum werden Glimmlampen, auch wenn sie nicht mit dem Edelgas Neon gefüllt sind, als neon lamp bezeichnet.

## Anwendungen

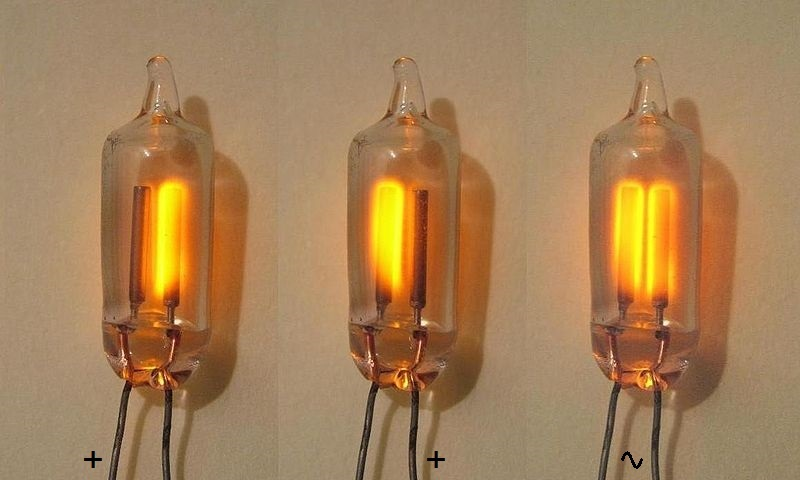
NE-2 Glimmlampe, Betrieb an Gleichspannung unterschiedlicher Polarität (links und Mitte) und an Wechselspannung (rechts)

Glimmlampen dienen vor allem als Signallampen in verschiedenen meist mit Netzspannung betriebenen Elektrogeräten, um den Betriebszustand anzuzeigen. Beispielsweise finden sie sich in elektrischen Haushaltsgeräten wie Bügeleisen, Kaffeemaschinen oder in beleuchteten Netzschaltern von Mehrfachsteckdosen. Auch in technischen Anwendungen wie dem Phasenprüfer wird die Glimmlampe verwendet. Die Glimmlampe ist kostengünstig herstellbar, wird aber zunehmend durch Leuchtdioden (LED) abgelöst. Eine technische Weiterentwicklung des Prinzips stellen monochrome Plasmabildschirme dar.
Eine weitere Anwendung, allerdings nicht als Lampe, sondern als eine Art Schalter und als Relaisröhre (Kaltkathoden-Thyratron) bezeichnet, ist die Verwendung als zentrales Element in konventionellen Startern für Leuchtstofflampen ohne elektronisches Vorschaltgerät; ebenso in besonders einfachen Oszillatorschaltungen wie dem Kippschwinger zur Erzeugung von Schwingungen, der unter anderem in frühen elektronischen Musikinstrumenten wie der Heimorgel Philicorda zum Einsatz kam. In beiden Fällen wird die besondere Kennlinie der Glimmlampe funktionell ausgenutzt.
Eine spezielle Bauform von Glimmlampen stellt die Hohlkathodenlampe dar, wie sie zur Atomspektroskopie als Referenzstrahlungsquelle verwendet wird.

## Technik

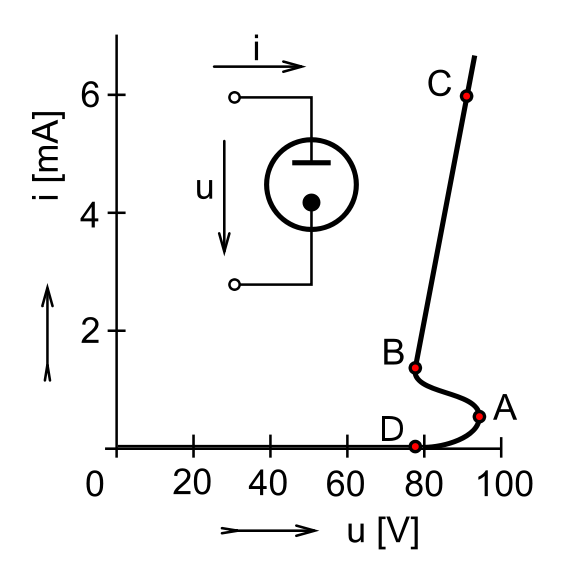
Kennlinie einer Glimmlampe – meistens hat sie eine nullpunktsymmetrische Kennlinie.

Üblicherweise haben die beiden Elektroden einer Glimmlampe einen Abstand von ca. 3 mm. Einige Gasatome in der Röhre werden durch äußere Einflüsse wie Licht oder kosmische Strahlung ionisiert. Die positiven Ionen werden von der Kathode angezogen, während die Elektronen von der Anode angezogen werden. Bei niedrigen Spannungen rekombinieren diese, bevor sie einen größeren Effekt auslösen können. Werden die Elektronen aber durch eine höhere Spannung stärker beschleunigt, können sie weitere Atome ionisieren.
Bei U ≈ 100 V reicht die Feldstärke U/d aus, um genügend spontane Stoßionisationen hervorzurufen, die dann durch einen Lawineneffekt das enthaltene Gasgemisch zumindest teilweise in das notwendige Plasma verwandeln. Die Spannung, bei der dieses geschieht, ist die Zündspannung (A).
Bei ausreichend kleinem Innenwiderstand der speisenden Spannungsquelle würde es nach dem Zünden zu einem so starken Stromanstieg kommen, dass die Glimmentladung in eine Bogenentladung – gekennzeichnet durch eine hohe Lichtbogentemperatur – übergeht und damit zur thermischen Zerstörung der Lampe führt. Aus diesem Grund müssen bei Glimmlampen immer Vorwiderstände zur Strombegrenzung in Reihe geschaltet werden.
Durch den steigenden Strom fällt jetzt eine größere Spannung am Vorwiderstand ab und die Spannung an der Glimmlampe bricht zusammen bis zur Haltespannung (B). Diese liegt typischerweise bei ca. 85 V. Der Vorwiderstand muss so dimensioniert sein, dass der Betriebspunkt in der Kennlinie zwischen den Punkten B und C liegt.
Die Zündspannung bei üblichen, mit Neon gefüllten Glaskolben mit Eisenelektroden und einem Gasdruck von 1 mbar liegt bei etwa 100 V. Die konkrete Spannung hängt unter anderem vom Gasdruck, dem Elektrodenmaterial und der Art der Gasfüllung ab. Das Zünden wird durch Zusatz von 0,5 % Argon erleichtert.
Wird bei zu geringem Strom die Haltespannung unterschritten, erlischt die Lampe. Der negative Kennlinienverlauf zwischen den Punkten A und B ist Folge des so genannten Kathodenfalls und stellt einen negativen differentiellen Widerstand dar, der zur Erzeugung einer Kippschwingung genutzt werden kann.
Neben der Gasfüllung Neon mit orange-roter Farbe können durch den Einsatz anderer Füllgase auch andere Farben erzielt werden, zum Beispiel Weiß mit Krypton und Blaugrün mit Argon. Siehe hierzu auch die Farben von Leuchtröhren.
Wenn durch eine Glimmlampe in einem beleuchteten Schalter (Lichtschalter, Steckdosenleiste etc.) ein Strom von etwa 1 mA fließt, ergibt sich bei Dauerbetrieb ein Energiebedarf von etwa 2 kWh pro Jahr.

## Lichtausbeute
Die Lichtausbeute von Glimmlampen ist erheblich höher als die von Glühlampen, sie beträgt je nach Ausführung und Farbe bis zu 65 lm/W. Die meisten heute eingesetzten Glimmlampen haben eine Leistungsaufnahme von unter 4 W, so dass keine Energieeffizienzklasse angegeben werden muss. Für Glimmlampen mit einer Leistungsaufnahme von über 4 W wird eine Effizienzklasse angegeben.

## Lebensdauer
Die Lebensdauer von Glimmlampen wird mit 5000 bis 100.000 Stunden angegeben.

## Geschichte

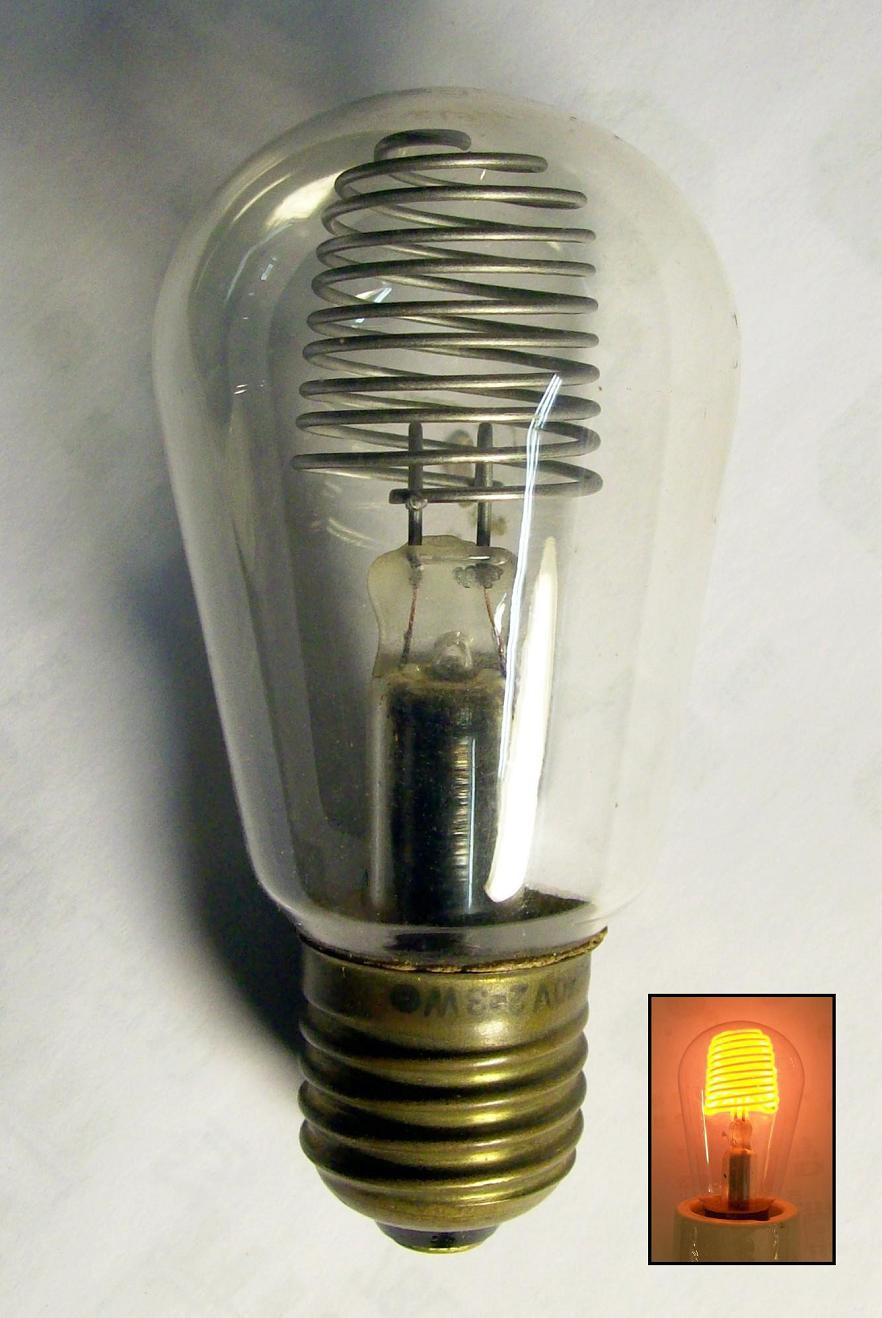
Bienenkorbglimmlampe mit E27-Sockel, 2–3 Watt

Große Glimmlampen wurden etwa im Zweiten Weltkrieg während bestehender Verdunkelungspflicht zu Beleuchtungszwecken in Gebäuden eingesetzt. Ihre Elektroden bestanden aus einer nach oben konisch zulaufenden Typ-1-Doppelhelix, die in einen gewöhnlichen, heute noch üblichen Allgebrauchslampen-Glaskolben mit E27-Edisonsockel eingeschmolzen war. Im Sockel befand sich der Vorwiderstand. Der Form der Elektroden verdankt sie die Bezeichnung Bienenkorbglimmlampe. Ihre Leistung betrug zwischen zwei und vier Watt einschließlich Vorwiderstand. Sie wurden noch bis in die 1980er Jahre hergestellt und finden sich noch vereinzelt in schulischen Physiksammlungen.
Ende der 1930er Jahre wurde mit der Glimmlampe auch als Gleichrichter experimentiert. Die Gleichrichterwirkung basiert auf einer unsymmetrischen Formung der beiden Entladungselektroden oder auch auf Elektrodenbeschichtungen zur Reduktion des Kathodenfalles. Der Glimmgleichrichter konnte sich in der Praxis allerdings wegen seines recht schlechten Verhältnisses von Durchlass- zu Sperrstrom (< 100:1) nicht durchsetzen.
In den 1950er Jahren wurden unter Ausnutzung des negativen differentiellen Widerstands mit Hilfe kleiner Glimmlampen verschiedene Oszillatorschaltungen entwickelt und in Kombination mit Zählschaltungen und Frequenzteilern in den damals aufkommenden ersten elektronischen Orgeln eingesetzt. Weitere Anwendungen waren einfache Schaltungen als Zündgenerator in Stroboskoplampen.
In röhrenbestückten Mess- und Laborgeräten wurden Glimmlampen auch als Spannungsstabilisatoren im Bereich von etwa 80 bis 500 V verwendet. Diese Glimmstabilisatoren sind als Shuntregler geschaltet und enthielten teilweise mehrere Entladungsstrecken.
Eine spezielle Bauform mit kerzenähnlichen Elektroden ist als Flackerkerze bekannt. Weitere Anwendungen waren Ziffernanzeigeröhren – die sogenannten Nixie-Röhren –, Zählröhren, Abstimm- und Matrixanzeigen. In diesen Bereichen wurden Glimmlampen fast vollständig durch andere Techniken wie Leuchtdioden oder Vakuum-Fluoreszenz-Displays ersetzt.

## Bauformen
| Beispiel | Beschreibung |
| -------- | --- |
|          | Sockellose Glimmlampen mit stabförmigen Elektroden und verschiedenartigen Leuchtstoffen an der Innenwandung der Glasröhre. |
|          | Neongefüllte sockellose Glimmlampe mit stabförmigen Elektroden, Durchmesser etwa 8 Millimeter; an Wechselspannung leuchten die Elektroden abwechselnd pro Halbperiode, wie die zwei Momentaufnahmen zeigen; Spektrum: rote und gelbe Neon-Linien sowie die schwache grüne Spektrallinie bei 540 Nanometern. |
|          | Glimmlampe mit E10-Sockel. Die obere und untere Elektrode bilden, von der Leuchtseite aus betrachtet (im Bild oben), eine leuchtende Scheibe. |
|          | Gesockelte Glimmlampen für Betriebsspannungen bis 230 V mit Vorwiderstand im Sockel sowie ein Phasenprüfer mit sockelloser Glimmlampe zur Spannungsanzeige. |
|          | Flackerkerze mit E14-Sockel. Die Elektrode ist flammenförmig mit großer Oberfläche ausgeführt und besteht aus teilweise oxidiertem, ungereinigtem Eisenblech, wodurch sich ein kerzenartiger Flackereffekt ergibt.                                                                                          |
|          | Glimmlampe mit E27-Sockel und künstlerisch gestalteter Elektrode. |
|          | Zu den Glimmlampen zählen auch die Nixie-Röhren, deren Kathoden in Form von Ziffern oder anderen Symbolen geformt sind. Sie wurden hauptsächlich in älteren Digitalmessgeräten verwendet und mit Gleichspannung betrieben.                                                                                  |
|          | Eine 2-stellige 7-Segmentanzeige mit Gasentladungsanzeige. Mehrere dieser Anzeigen können aneinandergereiht werden, z. B. für Digitaluhren. Die Ansteuerung kann im Multiplexverfahren geschehen, dazu haben die Anzeigen jeweils sogenannte „Keep-alive-Kathoden“.                                         |
|          | Matrixanzeige eines Plasmadisplays aus einem Flipperautomaten. Durch Veränderung der Spannung einzelner Pixel können Graustufen dargestellt werden. |
|          | Soffittenglimmlampe aus einem 20-kV-Spannungsprüfer |